# Фінал кубка Німеччини з футболу 1984
Фінал Кубка Німеччини з футболу 1984 — фінальний матч розіграшу кубка Німеччини сезону 1983—1984 відбувся 31 травня 1984 року. У поєдинку зустрілися менхенгладбаська «Боруссія» та мюнхенська «Баварія». Перемогу з рахунком 7:6 у серії післяматчевих пенальті після рахунку основого та додаткового таймів 1:1 здобула «Баварія».
| Володар Кубка Німеччини 1983—1984 |
| --------------------------------- |
|                                   |
| «Баварія» Сьомий титул            |

## Учасники
| Клуб       | Участей | Роки (жирним виділено перемоги)    |
| ---------- | ------- | ---------------------------------- |
| «Баварія»  | 6       | 1957, 1966, 1967, 1969, 1971, 1982 |
| «Боруссія» | 2       | 1960, 1973                         |

## Шлях до фіналу
| Раунд                                                   | Противник              | Рахунок                           |
| ------------------------------------------------------- | ---------------------- | --------------------------------- |
| 1/32                                                    | «Гессен» (Кассель) (Г) | 3–0                               |
| 1/16                                                    | «Аугсбург» (Г)         | 6–0                               |
| 1/8                                                     | «Баєр 05 Юрдінген»     | 0–0 дч (Г) 1–0 (Д) (перегравання) |
| 1/4                                                     | «Бохольт» (Г)          | 2–1                               |
| 1/2                                                     | «Шальке 04»            | 6–6 дч (Г) 3–2 (Д) (перегравання) |
| (Д) = Вдома; (Г) = У гостях; (Н) = На нейтральному полі |                        |                                   |

| Раунд                                                   | Противник             | Рахунок |
| ------------------------------------------------------- | --------------------- | ------- |
| 1/32                                                    | «Фортуна» (Кельн) (Г) | 3–2     |
| 1/16                                                    | «Армінія» (Д)         | 3–0     |
| 1/8                                                     | «Фюрт» (Г)            | 6–0     |
| 1/4                                                     | «Ганновер 96» (Г)     | 1–0     |
| 1/2                                                     | «Вердер» (Д)          | 5–4 дч  |
| (Д) = Вдома; (Г) = У гостях; (Н) = На нейтральному полі |                       |         |

## Матч

### Деталі
| 31 травня 1984 20:00 (CET) |

| Баварія                                                                                     | 1:1 дч   | Боруссія (Менхенгладбах)                                                    |
| ------------------------------------------------------------------------------------------- | -------- | --------------------------------------------------------------------------- |
| Дреммлер 82'                                                                                | Протокол | Міль 33'                                                                    |
|                                                                                             | Пенальті |                                                                             |
| Лербю · Нахтвайг · Гробе · Аугенталер · К.Г. Румменігге · Дреммлер · Мартін · М. Румменігге | 7:6      | Маттеус · Герлофсен · Боровка · Брунс · Ганнес · Крінс · Фронцек · Рінгельс |

| Вальдшта́діон, Франкфурт-на-Майні Глядачів: 61 146 Арбітр: Фолкер Рот |

|  |  |

| В                | 1  | Жан-Марі Пфафф            |    |     |
| З                | 3  | Бернд Дюрнбергер          |    | 58' |
| З                | 4  | Вольфганг Гробе           | ЖК |     |
| З                | 5  | Клаус Аугенталер          |    |     |
| З                | 2  | Бернд Мартін              |    |     |
| З                | 10 | Вольфганг Дреммлер        |    |     |
| ПЗ               | 7  | Норберт Нахтвайг          |    |     |
| ПЗ               | 6  | Серен Лербю               | ЖК |     |
| ПЗ               | 8  | Вольфганг Краус           | ЖК | 46' |
| Н                | 9  | Міхаель Румменігге        |    |     |
| Н                | 11 | Карл-Гайнц Румменігге (к) | ЖК |     |
| Заміни:          |    |                           |    |     |
| Н                | 14 | Дітер Генесс              |    | 58' |
| Н                | 15 | Райнгольд Мати            |    | 46' |
| Головний тренер: |    |                           |    |     |
| Удо Латтек       |    |                           |    |     |

| В                | 1  | Ульріх Зуде         |  |     |
| З                | 3  | Міхаель Фронцек     |  |     |
| З                | 4  | Вільфрід Ганнес (к) |  |     |
| З                | 7  | Ганс-Гюнтер Брунс   |  |     |
| З                | 2  | Ульріх Боровка      |  |     |
| З                | 5  | Кай Ерік Герлофсен  |  |     |
| ПЗ               | 9  | Вінфрід Шефер       |  | 72' |
| ПЗ               | 8  | Уве Ран             |  | 68' |
| ПЗ               | 6  | Лотар Маттеус       |  |     |
| Н                | 10 | Франк Міль          |  |     |
| Н                | 11 | Евальд Лінен        |  |     |
| Заміни:          |    |                     |  |     |
| З                | 12 | Норберт Рінгельс    |  | 72' |
| Н                | 14 | Ганс-Йорг Крінс     |  | 68' |
| Головний тренер: |    |                     |  |     |
| Юпп Гайнкес      |    |                     |  |     |